# Patricia de Connaught
Patricia de Connaught, princesse de Saxe-Cobourg-Gotha et du Royaume-Uni (17 mars 1886, palais de Buckingham, Londres - 12 janvier 1974 Windlesham, Surrey), devenue Lady Patricia Ramsay, est un membre de la famille royale britannique.

## Biographie

### Famille et jeunesse

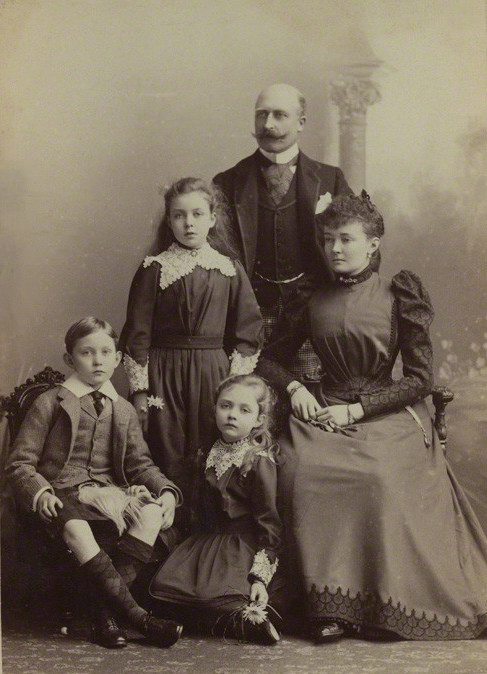
Patricia et sa famille en 1893.

Petite-fille de la reine Victoria, elle est le troisième et dernier enfant du prince Arthur de Connaught et Strathearn et de la princesse Louise-Marguerite de Prusse. Elle a une sœur, Margaret (1882-1920), qui épouse le prince héritier Gustave-Adolphe de Suède, et un frère, Arthur (1883-1938).
Elle est baptisée sous le nom de Victoria Patricia Helena Elizabeth à l'église Sainte-Anne de Bagshot le 1er mai 1886. Ses marraines sont sa grand-mère la reine Victoria et ses tantes Élisabeth-Anne de Prusse et Helena du Royaume-Uni. Ses parrains sont son grand-oncle Ernest II de Saxe-Cobourg-Gotha, son cousin Guillaume de Prusse et le cousin de sa mère Albert de Prusse. Elle est nommée Victoria en l'honneur de sa grand-mère, Patricia d'après son saint patron et Helena et Elizabeth pour ses tantes. Elle est surnommée Patsy par sa famille.
Elle est demoiselle d'honneur au mariage du prince George et de Mary de Teck le 6 juillet 1893 .

### Vie au Canada

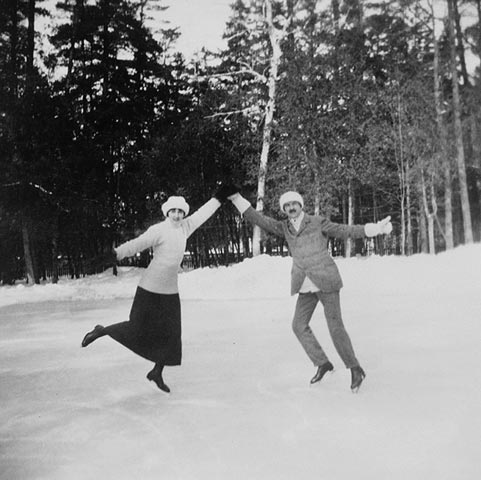
Patricia et le Major Worthington à la patinoire de Rideau Hall en 1914.

Patricia voyage beaucoup durant ses premières années. Son père, qui est militaire, est envoyé en Inde, et la jeune princesse y vit deux ans. En 1911, le duc est nommé gouverneur général du Canada. La princesse Patricia y accompagne ses parents et y est très populaire. Son portrait apparaît sur le billet d'un dollar du Dominion du Canada avec la date d'émission du 17 mars 1917.
Elle est nommée colonel en chef du Princess Patricia's Canadian Light Infantry le 22 février 1918 et occupe ce poste jusqu'à sa mort. Ce régiment nommé en son honneur est créé par Andrew Gault à ses propres frais ; c'est le dernier régiment privé de l'empire britannique . La princesse Patricia conçoit personnellement l'insigne et les couleurs du régiment à emporter en France, et lors de son mariage, le régiment est convié et joue sa marche .

### Mariage

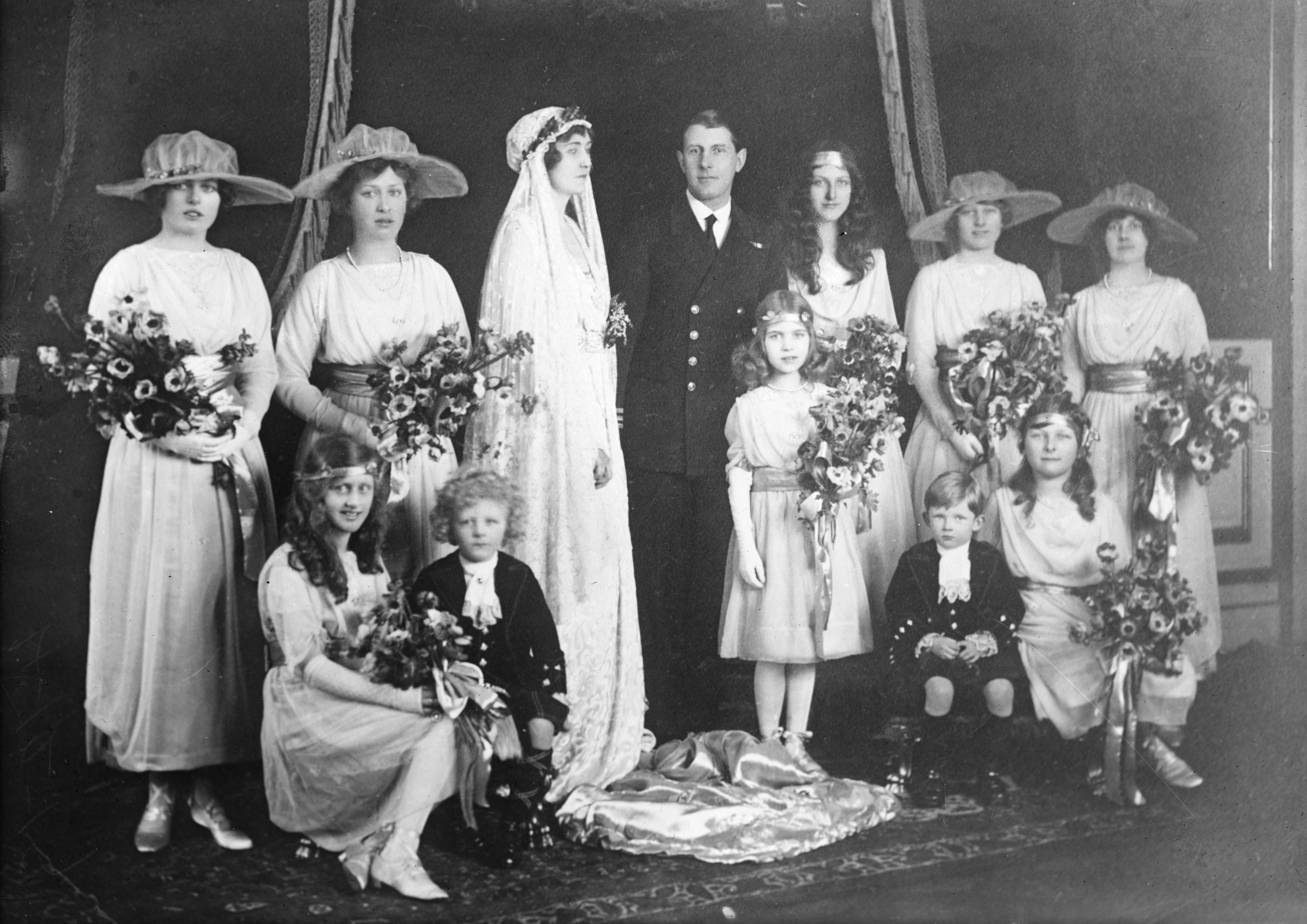
Patricia et Alexander Ramsay le jour de leur mariage.

La question du mariage de Patricia fait l'objet de nombreuses spéculations à l'époque édouardienne, car elle est alors considérée comme l'une des princesses les plus belles et les plus courtisées de sa génération. La jeune femme est pressentie par son oncle le roi Édouard VII pour épouser le roi Alphonse XIII d'Espagne, qui épouse en 1906 sa cousine Victoire-Eugénie de Battenberg. Il est également envisagé une union avec le roi Manuel II de Portugal, le grand-duc Adolphe-Frédéric VI de Mecklembourg-Strelitz , le prince Adalbert de Prusse ou le grand-duc Michel Alexandrovitch de Russie, frère cadet du tsar Nicolas II.
Le choix de la princesse se porte finalement sur un gentilhomme, fils de pair du Royaume-Uni plutôt que sur un prince. En effet, elle épouse le 27 février 1919 à l'abbaye de Westminster l'un des aides-de-camp de son père, le commandant et futur amiral Alexander Ramsay, fils de John Ramsay, 13e comte de Dalhousie, et petit-fils de Charles Augustus Bennet ,. Ses demoiselles d'honneur sont sa nièce la princesse Ingrid de Suède, la princesse Mary du Royaume-Uni, Mary, Helena et May Cambridge, Maud Duff et les nièces de son époux, Ida et Jean Ramsay. Ses garçons d'honneur sont son neveu le prince Alastair Windsor et Simon Ramsay, neveu de son époux.
À l'occasion de son mariage, la princesse Patricia est autorisée par mandat royal à renoncer au prédicat d'altesse royale et au titre de princesse de Grande-Bretagne et d'Irlande. Elle obtient par mandat royal du 25 février 1919 le prédicat de Lady Patricia Ramsay, avec la préséance sur toutes les marquises d'Angleterre. Bien que n'utilisant plus son titre, Patricia reste un membre de la famille royale, garde sa place dans la ligne de succession et continue d'assister aux événements importants comme les mariages ou les couronnements.
Le couple a un fils :
- Alexander, né le 21 décembre 1919 et décédé le 20 décembre 2000, épouse Flora Fraser, avec qui il a trois enfants.

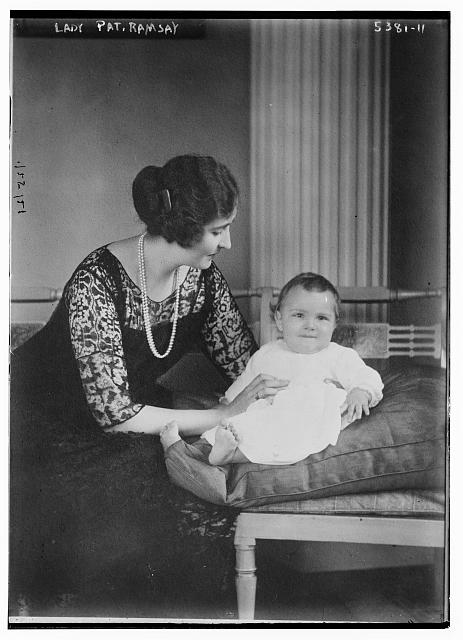
Patricia et son fils.

Lady Patricia est une artiste accomplie spécialiste de l'aquarelle. Elle est ainsi membre honoraire du Royal Institute of Painters in Water Colours . La plupart de ses travaux sont inspirés par ses voyages dans des pays tropicaux. Son style est influencé par Gauguin et Van Gogh car elle a été l'élève d'Archibald Standish Hartrick qui a connu ces deux peintres .
Lady Patricia meurt Ribsden Holt à Windlesham dans le Surrey le 12 janvier 1974, quinze mois après son époux . Au moment de sa mort, elle est l'une des deux seules petites-filles survivantes de la reine Victoria avec Alice d'Albany, comtesse d'Athlone. Lady Patricia et l'amiral Alexander Ramsay sont enterrés au cimetière royal de Frogmore.

## Hommages
Le lac Patricia en Alberta porte son nom, tout comme la Patricia Bay Highway à Saanich, en Colombie-Britannique . Le Patricia Theatre à Powell River, aussi en Colombie-Britannique, est nommé en l'honneur de la princesse en 1913. Il s'agit actuellement du plus ancien théâtre en activité de l'Ouest canadien. Il existe aussi un bus Thamesdown qui porte son nom à Swindon, dans le Wiltshire.
Le bateau de croisière canadien Princess Patricia est baptisé en son honneur en 1948 et inauguré par la princesse la même année à Govan.

## Titulature et distinctions

### Titulature
- 17 mars 1886 – 27 février 1919 : Son Altesse royale la princesse Patricia de Connaught
- 27 février 1919 – 12 janvier 1974 : Lady Patricia Ramsay

### Distinctions
- Dame de l'ordre royal de Victoria et Albert
- Dame de l'ordre de la couronne d'Inde, 1911

- Dame grand-croix du très vénérable ordre de Saint-Jean, 1934
- Médaille du couronnement de George VI, 1937
- Décoration des Forces canadiennes, 1951
- Médaille du couronnement d'Élisabeth II, 1953